# 横川竟
横川 竟（よこかわ きわむ、1937年11月1日 - ）は日本の実業家。きわむ元気塾会長。高倉町珈琲会長。
すかいらーく創業者の一人であり、同社の元代表取締役会長兼社長兼最高経営責任者や、日本フードサービス協会会長を務めた。

## 略歴
1937年（昭和12年）11月1日、横川家の三男として長野県諏訪市に生まれた。3歳の頃、中国・満州に渡る。6歳の時、父が病死し、帰郷した。学制改革による新制諏訪市立四賀中学校を卒業し、後に兄弟で1962年（昭和37年）に当時の東京都北多摩郡保谷町（現西東京市）のひばりが丘団地内にことぶき食品有限会社を設立し、取締役となる。子会社の株式会社ジョナス（後にジョナサン）の代表取締役社長、会長、すかいらーくの取締役を経て、2003年（平成15年）には兄弟と共にすかいらーくの取締役から退いたが、2006年（平成18年）3月31日にすかいらーく代表取締役会長兼最高経営責任者に就任、しかし業績不振から退任を求められ、2008年8月12日に臨時株主総会と取締役会で退任が決定された。2013年6月、東京都八王子市高倉町に「高倉町珈琲」一号店を出店し、2014年4月に株式会社化した。
この間、2003年から日本フードサービス協会会長も務めた。

## テレビ番組
- 日経スペシャル ガイアの夜明け 外食世代交代～逆風下のニューカマーたち～（2009年3月3日、テレビ東京）[3]。- ファミレスの黄昏を取材。
- 日経スペシャル カンブリア宮殿（テレビ東京）
  - 最高の居心地で"珈琲店戦争"に殴り込み 外食レジェンド80歳の再チャレンジ！（2018年5月17日）- 高倉町珈琲会長として出演[4]。
  - 外食の戦いは終わらない！ 〜目からウロコの勝ち残る新戦略〜（2018年6月28日）- すかいらーく創業者として出演[5]。
  - レジェンドVS外食猛者90分SP ～絶品店で苦境の外食を変えろ！～（2020年3月12日）- すかいらーく創業者として出演[6]。
  - 外食"非常事態"SP ～知られざる未来への死闘～（2021年2月25日）- すかいらーく創業者として出演[7]。
  - 驚きのアイデアで客を掴む 外食！反転攻勢スペシャル（2021年12月16日）- 高倉町珈琲会長として出演[8]。
  - 次の勝者は？ 外食10年戦争スペシャル（2024年3月21日）- 高倉町珈琲会長として出演[9]。
  - 次なる勝者は？ 回転寿司 10年の格闘（2024年3月28日）- 高倉町珈琲として出演[10]。

## 著書
- すかいらーく創業者が伝える「売れて」「喜ばれて」「儲かる」外食業成功の鉄則（2013年2月1日、エフビー）ISBN 9784903458106